# Українська національна ідея: реалії та перспективи розвитку
«Українська національна ідея: реалії та перспективи розвитку» — періодичний часопис, загальнодержавне наукове видання. Спрямоване на висвітлення наукових та практичних аспектів суспільно-політичного розвитку України, державотворчих механізмів після набуття Україною незалежності.
Вісник внесено до Переліку наукових фахових видань України постановою президії ВАК України від 14.05.2010 р. № 1-05/3
Галузь наук, за якою журнал є фаховим: політичні.

## Редакційна колегія
- Голова редколегії: — Ісаєвич Ярослав Дмитрович, акад. НАН України;
- Заступник голови редколегії: Павлюк Степан Петрович, член-кор. НАН України;
- Відповідальний секретар: Гетьманчук Микола Петрович, д. істор. н.
- Денисенко В. М., д. політ. н.;
- Дещинський Л. Є., д. іст. н.;
- Карий І. П., к. філол. н.;
- Колодій А. Ф., д. філос. н.;
- Мельник І. А., д. політ. н.;
- Мирський Р. Я., д. філос. н.;
- Петрушенко В. Л., д. філос. н.;
- Піча В. М., д. соціол. н.;
- Турчин Я. Б., д. політ. н.